# 폴리 모란

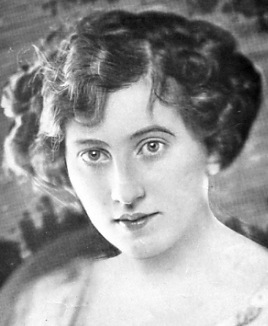

폴리 모란(Polly Moran, 1883년 6월 28일 ~ 1952년 1월 25일)은 미국의 연극 배우, 영화배우이다.
시카고에서 태어났으며 로스앤젤레스에서 사망하였다. 사인은 심혈관계 질환이다. 포리스트 론 메모리얼 파크에 매장되었다.

## 영화
- 엔터테인먼트 3 (1994년) - 본인 역
- 아담의 갈빗대 (1949년)
- 톰 브라운의 학창시절 (1940년)
- 헐리우드 파티 (1934년)
- 마치 오브 타임 (1930년) - 본인 역
- 체이싱 레인보우 (1930년)
- 소 디스 이즈 칼리지 (1929년)
- 할리우드 리뷰 오브 1929 (1929년)
- 쇼 피플 (1928년)
- 괴인 서커스단의 비밀 (1927년)
- 히스 와일드 오츠 (1916년)
- 도즈 칼리지 걸스 (1915년)